# Gun-gbe
Ne doit pas être confondu avec Gengbe.
Pour les articles homonymes, voir guw.
Le gun-gbe (aussi écrit gungbe ou goun-gbe) est une langue gbe parlée par les Gouns aux Bénin et Nigeria. Cette langue est voisine du fon-gbe mais présente des convergences en matière de discours et de communication avec les langues des ethnies proches et amies : Gen, Éwé, Toffin, Tori, Wèmé, Yoruba, et autres. Le gun-gbe est la deuxième langue la plus parlée au Bénin. Elle est parlée dans le Sud du Bénin, principalement à Porto-Novo, Sèmè-Kpodji, Bonou, Adjarra, Avrankou, Dangbo, Akpro-Missérété, Cotonou et dans les autres villes dans lesquelles on retrouve des Goun. Le gun-gbe est aussi parlé par une minorité au Sud-Ouest du Nigeria à proximité de la frontière avec le Bénin.

## Écriture
Des orthographes différentes sont ou ont été utilisées au Bénin et au Nigeria. Au Bénin, une orthographe a été utilisée dans la traduction de la Bible de 1923, une nouvelle orthographe est adoptée en 1975 par la Commission nationale de linguistque ; au Nigeria, une orthographe proche de l’orthographe du yoruba est utilisée,.
| a | b | c  | d | ɖ | e | ɛ | f | g | gb | h | hw | i | j  | k | kp | l |
| m | n | ny | o | ɔ | p | r | s | t | u  | v | w  | x | xw | y | z  |   |